# Charles Crichton (Segler)
Charles William Henry Crichton (* 7. Juli 1872 in Colchester; † 8. November 1958 in Bontddu, Wales) war ein britischer Segler.

## Erfolge
Charles Crichton, der für den Royal Southern Yacht Club segelte, wurde 1908 in London bei den Olympischen Spielen in der 6-Meter-Klasse Olympiasieger. Er war Crewmitglied der Dormy, deren übrige Crew aus Skipper und Schiffsdesigner Gilbert Laws und Schiffseigner Thomas McMeekin bestand. Durch zwei Siege in den ersten beiden Wettfahrten stand der Gesamtsieg bereits vorzeitig fest, da die beste Platzierung inklusive deren Anzahl für die Platzierung ausschlaggebend war. In der dritten Wettfahrt wurde die Dormy Dritte und schloss die Regatta schließlich auf dem ersten Platz vor der Zut von Léon Huybrechts und der Guyoni von Henri Arthus ab.
Während seines Militärdienstes in Indien war Crichton im Royal Bombay Yacht Club aktiv. Im Ersten Weltkrieg diente er zunächst als Major bei den 10th Royal Hussars der British Army und wurde 1915 zwei Tage nach der Verleihung des Distinguished Service Order zum Lieutenant Colonel befördert. Sein Vater war bereits Colonel beim Militär gewesen. Seine beiden Großväter waren der Earl Erne väterlicherseits sowie der Earl Northbrook mütterlicherseits.